# Hima Duszanbe
Hima Duszanbe (tadż. Клуби футболи «Хима» Душанбе) – tadżycki klub piłkarski, mający siedzibę w stolicy kraju, Duszanbe.

## Historia
Chronologia nazw:
- 1954: Hima Duszanbe (ros. «Хима» Душанбе)

Piłkarski klub Hima został założony w miejscowości Duszanbe w 1954 roku. W 2005 zespół debiutował w rozgrywkach Wyższej Ligi Tadżykistanu. W debiutowym sezonie zajął 6. miejsce w końcowej klasyfikacji. W następnym sezonie był drugim w tabeli oraz dotarł do finału Pucharu kraju. Po zakończeniu sezonu 2007 klub został rozformowany.

## Sukcesy

### Trofea międzynarodowe
Nie uczestniczył w rozgrywkach azjatyckich (stan na 31-12-2015).

### Trofea krajowe
| \| \| Zdobyte trofea w rozgrywkach Tadżykistanu (stan na: 31-12-2015) \| |                                                                 |      |            |
| Rozgrywki                                                                | Osiągnięcie                                                     | Razy | Sezon(y)   |
| Mistrzostwo                                                              | I miejsce                                                       | 0    |            |
| Mistrzostwo                                                              | II miejsce                                                      | 1    | 2006       |
| Mistrzostwo                                                              | III miejsce                                                     | 0    |            |
| Puchar                                                                   | zdobywca                                                        | 0    |            |
| Puchar                                                                   | finalista                                                       | 2    | 2006, 2007 |
| II liga                                                                  | I miejsce                                                       | 0    |            |
| II liga                                                                  | II miejsce                                                      | 0    |            |
| II liga                                                                  | III miejsce                                                     | 0    |            |
| Tadżykistan                                                              | Zdobyte trofea w rozgrywkach Tadżykistanu (stan na: 31-12-2015) |      |            |

## Stadion
Klub rozgrywał swoje mecze domowe na Centralnym stadionie republikańskim (były stadion im. Frunze, Pamir) w Duszanbe, który może pomieścić 21 400 widzów.

## Piłkarze
Znani piłkarze:
| - Umed Alidodow - Alijer Aszurmamadow - Szuhrat Dżabborow - Suhrob Hamidow - Rustam Hodżajew | - Abdurasul Naimow - Dżamolidin Ojew - Szahob Radżabow - Komil Saidow - Dilszod Wosijew |

## Trenerzy
...
- 2006–2007:  Szarif Nazarow

...
- 2009:  Raszid Miftahow

...
- 2012:  Siergiej Kapusta

...